# La Sexualité
Pour le concept général, voir Sexualité.
La Sexualité est un roman policier écrit par Frédéric Dard, sous le nom d'auteur fictif San Antonio, également héros du livre et la série éponyme, et publié en 1971.

## Résumé

### Début du roman
Les polices anglaise, belge, allemande, suisse, italienne et française doivent coopérer pour résoudre une mystérieuse épidémie qui frappe les grands de ce monde[évasif] et les rend impuissants.

### Aventures
San-Antonio, Bérurier et la marquise de la Lune se rendent tout d'abord au Royaume-Uni où le premier découvre rapidement que la source de cette épidémie est une pile au couillognum placée dans les sièges des victimes. Bérurier, lui, découvre que sa femme Berthe a le don miraculeux de rendre leur virilité aux victimes.
L'équipe se rend ensuite dans chacun des pays concernés où certaines victimes n'ont pas retrouvé la pile incriminée : comme il a fallu utiliser pour eux des méthodes différentes, on peut espérer trouver une piste.

### Fin du roman
L'enquête finit par révéler que la Mafia sicilienne est à l'origine de ce coup. En faisant pression sur l'un des chefs, la vie de San-Antonio est épargnée, mais l'omerta menace l'aboutissement de l'enquête.